# 伯恩斯坦诉合众国案
伯恩斯坦诉合众国案（Bernstein v. United States）是丹尼尔·J·伯恩斯坦挑战美国密码学出口限制的一系列司法案件。
该案始于1995年，作为加利福尼亚大学伯克利分校的一名学生，伯恩斯坦希望发表一篇关于他的Snuffle加密系统的论文并附上相关的源代码。伯恩斯坦由电子前哨基金会代表，聘请外部律师辛迪·科恩，并获得了伯克利李·田（Lee Tien）、旧金山Steefel律师事务所M·爱德华·罗斯（M. Edward Ross）、奥克兰第一修正案计划詹姆斯·惠顿（James Wheaton）和伊丽莎·白普利兹克（Elizabeth Pritzker）、华盛顿特区Hogan＆Hartson律师事务所罗伯特·科恩-里维尔（Robert Corn-Revere），朱莉娅·高根（Julia Kogan）和杰里米·米勒（Jeremy Miller）的无偿援助。经过四年和一次行政监管变更之后，第九巡回上诉法院裁定软件源代码受到第一修正案的保护，政府阻止其发布是违宪的。对于过去的相关法规，电子前哨基金会如此陈述：
数年前，政府已经将加密，一种加扰消息并只能使收信人理解的技术，与炸弹、火焰喷射器一同置于军需品清单，作为国家安全目的的管制武器。公司或个人出口军需品清单上的物品，包括软件和加密功能，必须事先获得国务院批准。
（Years before, the government had placed encryption, a method for scrambling messages so they can only be understood by their intended recipients, on the United States Munitions List, alongside bombs and flamethrowers, as a weapon to be regulated for national security purposes. Companies and individuals exporting items on the munitions list, including software with encryption capabilities, had to obtain prior State Department approval.）——Electronic Frontier Foundation: EFF's History
后来，政府要求全院庭审复审。在伯恩斯坦诉美国司法部（传票号192 F.3d 1308）中，第九巡回法院命令法院重审此案，并撤销了三审法官的意见。
尽管政府再次修改并大幅度宽松了法规，时任伊利諾大學芝加哥分校教授的伯恩斯坦再次向他们发起了挑战。直到一审的九年后，2003年10月15日，法官驳回了此案，并要求伯恩斯坦在政府出现“具体风险”时再来上诉。